# Нитехвостая пипра
Нитехвостая пипра (лат. Pipra filicauda) — вид воробьиных птиц из семейства манакиновых (Pipridae).

## Описание
В длину достигает 10 см. Птица имеет нитеобразный хвост. Присутствует половой диморфизм: у самца голова окрашена в красный цвет, у самки — в оливковый.
Нитехвостая пипра питается фруктами, ягодами, семенами и мелкими насекомыми. У птицы необычный брачный танец — движения влево и вправо.

## Ареал
Обитает в Южной Америке на территории Бразилии, Венесуэлы, Колумбии, Перу, Эквадора.